# ألفريدو صفير
ألفريدو صفير (بالإسبانية: Alfredo Sfeir Younis) هو دبلوماسي واقتصادي تشيلي، ولد في 26 سبتمبر 1947 في سانتياغو في تشيلي.

## وصلات خارجية
- الموقع الرسمي